# خارگیل وایات-اسمیت
خارگیل وایات-اسمیت (نام علمی: Durio wyatt-smithii) نام یک گونه از سرده خارگیل است.